# Fiebre del oro de Victoria

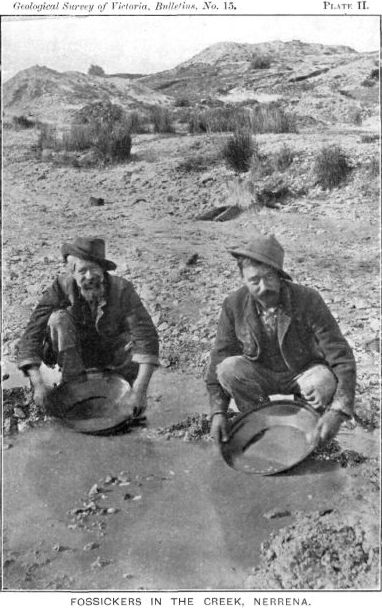
Nerrena Fossickers en el arroyo Nerrena en las afueras de Ballarat

La fiebre del oro de Victoria fue un periodo en la historia de Victoria (Australia), aproximadamente entre 1851 y finales de los años 1860, que fue marcado por el descubrimiento de importantes depósitos de oro y la inmigración que le siguió. En tan solo 10 años, la población de Australia casi se triplicó.

## Generalidades
El Comité de Descubrimiento de Oro de Victoria escribió en 1854:
El descubrimiento de los campos de oro de Victoria han convertido a una remota dependencia en una tierra de fama mundial; ha atraído una población, extraordinaria en número, a una velocidad sin precedentes; ha incrementado el valor de las propiedades enormemente; ha hecho de este el país más rico del mundo; y, en menos de tres años, ha hecho por esta colonia lo que haría el trabajo de una generación, e hizo que sus impulsos se sientan en las regiones más distantes de la tierra.
Durante varios años la producción de oro de Victoria fue mayor que la de cualquier otro país en el mundo, con la excepción de los campos más extensos de California. El mejor año en cuanto producción fue en 1856, cuando se extrajeron 3.053.744 onzas troy de oro. Entre 1851 y 1896 el Departamento de Minas de Victoria reportó que un total de 61.034.682 oz de oro habían sido extraídas en la colonia.
El primer descubrimmiento de oro en Victoria se hizo el 15 de febrero de 1823, por el agrimensor asistente James McBrien en el río Fish, entre rydal y Bathurst (en Nueva Gales del Sur). El descubrimiento no se consideró importante en su momento, y debido a las políticas del momento no se realizaron mayores extracciones.
Los descubrimientos de oro en Beechworth, Ballarat y Bendigo produjeron fiebres del oro similares a las de California. En su punto máximo, dos toneladas de oro entraban cada semana al Edificio del Tesoro en Melbourne.
El oro exportado a Gran Bretaña en los años 1850 pagó todas las deudas externas del país y sentó las bases de su enorme expansión comercial durante la segunda mitad del siglo.
Melbourne fue un importante centro urbano durante la fiebre del oro. La ciudad se convirtió en el centro de la colonia y la red de ferrocarriles se extendió desde allí hasta la mayoría de los pueblos y puertos regionales. Políticamente, los mineros de oro de Victoria introdujeron el voto secreto. A medida que el oro fue escaseando, la presión para reformas agrarias, proteccionismo y reformas políticas crecieron y generaron tensiones sociales. Un convención sobre tierras en Melbourne en 1857 demandó reformas al sistema de tierras. Melbourne se convirtió en una de las grandes ciudades del Imperio Británico y el mundo. Con las tremendas fiebres del oro llegaron chinos en 1854. Su presencia en los yacimientos de oro de Bendingo, Beechworth y el distrito de Bright resultaron en disturbios, impuestos sobre la inmigración, matanzas y segregación en el corto plazo y se convirtieron en la base de la Política de Australia blanca. En resumen, la fiebre del oro fue un evento revolucionario que cambió a Victoria, su sociedad y su política.

## Antecedentes

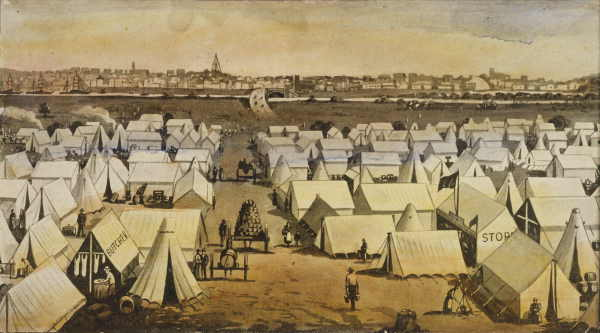
Canvas Town, Sur de Melbourne en los años 1850

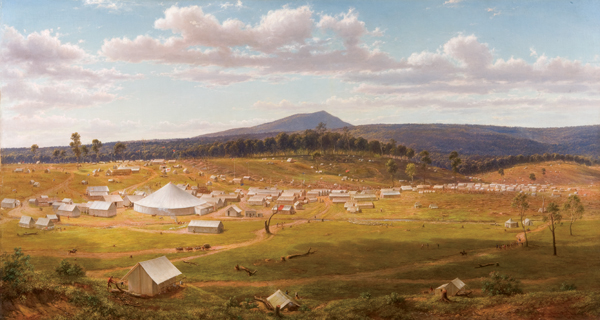
La ciudad de carpas de Ballarat tan solo un par de años después del descubrimiento de oro en el distrito. Pintura al óleo de un dibujo original de Eugene von Guerard de 1853.

Había rumores sobre la presencia de oro en Australia, pero funcionarios de gobierno mantuvieron todos los descubrimientos en secreto por miedo a que la joven colonia se desorganice. Sin embargo, el Secretario Colonial, Edward Deas Thomson, vio un gran futuro para el país cuando Edward Hargraves comprobó su teoría de que Australia era un vasto almacén de oro. Hargraves había estado en la fiebre del oro de California y reconoció los terrenos con oro, desde la primera vez que los vio, en los alrededores de Bathurst. La noticia se extendió rápidamente, y pronto la carrera se dio costa a costa hacia los yacimientos de oro. Ganado fue abandonado, vaqueros abandonaron a sus equipos, comerciantes y abogados dejaron sus escritorios y tripulaciones enteras de barcos, incluyendo sus capitanes, marcharon en búsqueda de fortuna.

### Descubrimientos de oro
En marzo de 1850, el Sr. W. Campbell de Srath London encontró varias piezas pequeñas de oro local en cuarzo en la estación ganadera del Sr. Donald Cameron de Clunes. Esto se mantuvo en secreto en su momento, pero el 10 de enero de 1851, Campbell lo hizo público. Otros habían encontrado indicios de oro. El Dr. George H. Bruhn, un médico alemán, cuyos servicios como analista eran altamente requeridos, había visto los especímenes de oro de lo que después se convertiría en las excavaciones de Clunes. No obstante, pese a estos y otros descubrimientos, era impráctico comercializar el oro, y el "descubrimiento" de James Esmond en el arroyo Creswick, un tributario del Loddon, en Clunes el 1 de julio de 1851, se convirtió en la primera cantera de oro comercializable.
Un grupo formado por el Sr. Louis John Michel, que consistía de él mismo, el Sr. William Haberlin, James Furnival, James Melville, James Hedon y B. Groening, descubrieron la existencia de oro en las peidras de cuarzo en las serranías de Yarra en el arryo Anderson's, cerca de Warrandyte, a finales de junio, y se lo mostraron en el lugar al Dr. Webb Richmond, en nombre del Comité del Descubrimiento de Oro (Gold Discovery Committee) el 5 de julio.
El tercer descubrimiento fue realizado por Thomas Hiscock, un residente de Buningyong; inducido por los escritos del Rev. AV. B. Clarke, y por el descubrimiento de la pepita de Brentani en el distrito Pireneos cinco años atrás, había estado buscando oro constantemente en su barrio. Descubrió un depósito acuífero en la honondada de las serranías de Buninyong que hoy en día llevan su nombre, el 8 de agosto de 1851, y comunicó este hecho, con su ubicación exacta, al editor del Geelong Advertiser el 10 de ese mes.
El Dr. George II, Bruhn, un médico alemán, en el mes de enero de 1851, (es decir, antes del descubrimiento de Hargraves en Summerhill) comenzó desde Melbourne a explorar "los recursos minerales de esta colonia". Durante su largo viaje, encontró en abril indicaciones de que había oro en cuarzo a unas dos millas de la estación del Sr. Barker, y al llegar a la estación del Sr. Cameron se le mostraron especímenes de oro en lo que antes era llamado las excavaciones de Clunes. Esta información se hizo conocida ampliamente a través del país mientras viajaba, y fue comunicada a James Esmond, quien en ese entonces estaba construyendo un edificio en la estación de James Hodgkinson. El Dr. Bruhn le lenvió los especímenes, los cuales fueron recibidos por el Comité de Descubrimiento de Oro el 30 de junio de 1851.
El Comité otorgó £1000 a Michel y su equipo; £1000 a Hiscock, como el sustancial descubridor de los depósitos de Ballarat; £1000 a Campbell como el descubridor original de Clunes; £1000 a Esmond como el primer productor activo de oro aluvial para comercialización y £500 al Dr. Bruhn.
El 20 de julio de 1851 Thomas Peters, un casero de la estación Mount Alexander de William Barker, encontró motas de oro en lo que hoy es conocido como Specimen Gully. Este descubrimiento fue publicado inicialmente en The Argus el 8 de septiembre de 1851, lo que llevó a una fiebre hacia las excavaciones en el Monte Alexander o Forest Creek, centradas en el actual Castlemaine, la cual se decía era el yacimiento de oro aluvial poco profundo más rico del mundo.
Estos descubrimientos fueron sobrepasados rápidamente por los de Ballarat y Bendigo. A estos le siguieron los descubrimientos de Beechworth en 1852, Bright, Omeo, Chiltern (1858-59) y Walhalla.
| Año  | Población de Melbourne (excluyendo aborígenes) |
| ---- | ---------------------------------------------- |
| 1835 | 0                                              |
| 1840 | 10 000                                         |
| 1851 | 29 000                                         |
| 1854 | 123 000                                        |

La población de Melbourne creció rápidamente a medida que la fiebre del oro se asentó. El número total de personas en Victoria también aumentó: en 1851 era de 77 345 personas, y diez años después este número aumentó a 538 628.

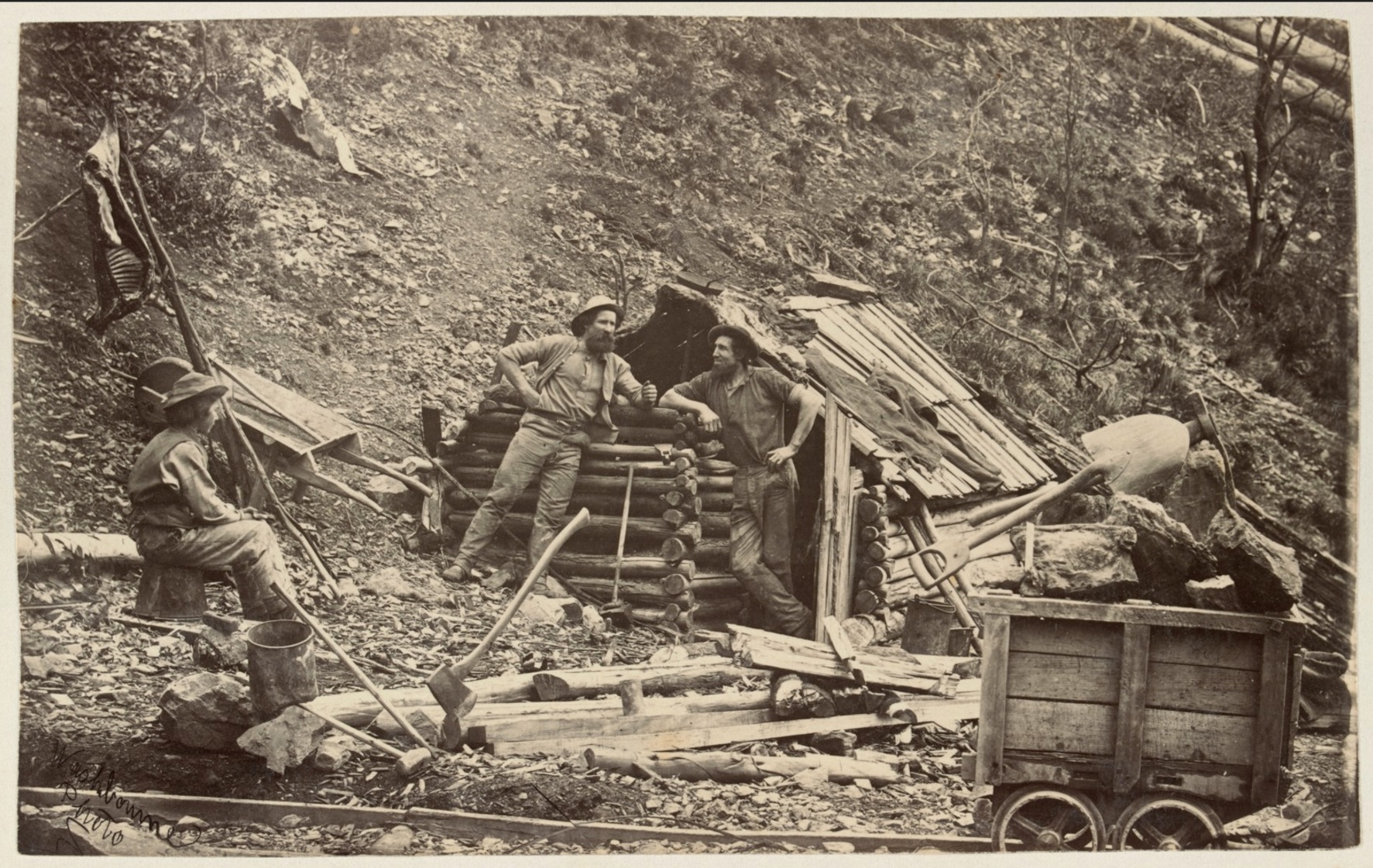
Cabaña de un prospector, Parte superior de Dargo, Victoria (Gippsland), 1870

Primeramente se extrajo el oro aluvial encontrado en la superficie. Se reportó que cuando los mineros llegaron por primera vez a los yacimientos del Monte Tarrengower, se podían recoger pepas de oro sin excavar. A esto le sitió la explotación de oro aluvial encontrado generalmente en ríos y arroyos.
A medida que el oro se acababa, la extracción subterránea comenzó. Esto era más peligroso y difícil. Lugares como Bendigo y Ballarat vieron grandes concentraciones de mineros a medida que equipos y sindicatos excavaban. Además de esto, una policía errática y fastidiosa y controles de licencias hicieron que surjan tensiones en Beechworth, Bendigo y Ballarat. Estas tensiones culminaron en la Rebelión Eureka de 1854. Luego de la rebelión, una serie de reformas le dio a los mineros una voz más democrática en la resolución de disputas a través de cortes mineras y una mayor inclusión electoral.
Una ciudad de carpas, conocida como Canvas Town, fue fundada en South Melbourne. El área rápidamente se convirtió en un barrio bajo, hogar de decenas de miles de inmigrantes de todo el mundo, en especial Irlanda y China, quienes llegaron a probar su suerte en los yacimientos de oro. Barrios Chinos de importante tamaño fueron establecidos en Melbourne Chinatown, Bendigo y Castlemaine.
Solo en Walhalla, Cohens Reef produjo más de 50 toneladas (1,6 millones de onzas troy) de oro en 40 años de explotación.

## Antecedentes de la Eureka Stockade
Las condiciones que llevaron a la Eureka Stockade surgieron principalmente debido a las acciones del gobierno relacionadas con la supervisión de los diferentes yacimientos auríferos. Para cubrir el costo de asegurar la frontera y evitar que no haya extracciones no autorizadas en tierras de la Corona, una ley local de enero de 1852 impuso el pago de una licencia de 30 chelines al mes a todos los mineros, y la penalidad por realizar extracciones sin licencia era de £6 por la primera ofensa y cárcel por periodos de hasta seis meses por reincidencia. La cláusula 7 de esta ley también apropiaba la mitad de esta multa para uso del informante o el fiscal, una provisión provocativa e irritante. En diciembre de 1853, una enmienda a la ley redujo la tarifa a £1, pero eso no alteró la queja más grande de los mineros, el hecho que podían ser encarcelados por no portar la licencia, pese a que su posesión podía ser probada al revisar los registros oficiales. También estaban subrepresentados en el parlamento, y en 1854 la población de los yacimientos de oro de Ballarat era de aproximadamente unas 20.000 personas.
Charles Hotham, quien había llegado a Victoria en junio de 1854, se alarmó por el estado de las arcas del tesoro del estado y el creciente costo de la administración de los yacimientos de oro. Ordenó a la policía a que redoble sus esfuerzos en la recolección de pagos. Para los mineros que apenas estaban sobreviviendo, el pago de £12 era imposible, y aunque no había duda que cientos hacían lo posible para evadir el pago, finalmente eran los inocentes los que cargaban con la culpa. Además, la policía había sido reclutada en su mayoría de Tasmania, en donde la mayoría eran ex convictos. Estos problemas eran comunes en todos los yacimientos de oro victorianos, y bajo la administración de Latrobe se produjeron disturbios en Beechworth y Castlemaine, pero Ballarat, siempre el más doméstico de los yacimientos, era conocido por su progresividad pacífica y paz.
No obstante, en la noche del 6 de octubre, un minero escocés llamado James Scobie murió asesinado en el Hotel Eureka, cerca de Ballarat, y el socio del asesinado acusó al propietario (Bentley, un exconvicto de Tasmania) del asesinato. Bentley fue llevado ante el magistrado, quien se creía estaba bajo la influencia financiera de Bentley, y fue dejado en libertad. Los mineros se sintieron indignados; se llamó a una reunión y se demandó un nuevo juicio. La reunión en sí fue ordenada, pero hacia el final de la misma un grito irrumpió la sala diciendo que la policía (la cual había recibido órdenes de proteger el hotel) estaba tratando de dispersar la reunión, y los mineros, poniéndose furiosos, hicieron a un lado a la policía, destruyeron ventanas y muebles y quemaron el edificio. La policía arrestó a tres hombres -de los cuales no se pudo comprobar que hayan sido los líderes o que hayan participado activamente del disturbio, y fueron sentenciados a tres, cuatro y seis meses de cárcel.
En una reunión de indignación celebrada el 11 de noviembre en Bakery Hill se formó la Liga de Reforma de Ballarat, con J. B. Humffray (un galés) como su primer secretario, y Peter Lalor, Frederic Vern (un Hanoveriano), Raffaello (un profesor italiano de idiomas), Timothy Hayes (un irlandés), y George Black (un inglés bien educado), como sus miembros más destacados. Una delegación de tres hombres esperaron por el gobernador Hotham para exigirle la liberación de los prisioneros, pero se rehusó y ya había enviado más tropas a Ballarat, lo que fue bastante ofensivo al marchar por el pueblo con bayonetas y otras conductas exasperantes. El 29 de noviembre, Black, Humffray y Kennedy reportaron en una reunión masiva en Bakery Hill el resultado de su reunión con el gobernador, y Vern propuso una quema de las odiadas licencias, la cual se llevó a cabo. Al día siguiente la policía realizó una cacería especialmente violenta y vigorosa de las licencias, y cuando las tropas marcharon de vueltan al campamento, los mineros se dirigieron rápidamente a una conferencia con los líderes de la Liga de Reforma.
Peter Lalor was elected leader, and under a blue flag adorned with the stars of the Southern Cross the assembled diggers swore 'to stand truly by each other and fight to defend our rights and liberties.' An area of about an acre on the present Eureka site was hastily enclosed with a pallisade and a deputation was sent to the military camp demanding the release of the morning's prisoners and the cessation of license-hunting. The Commissioner flatly refused the request, saying that the agitation was 'only a cloak to cover a democratic revolution.' On 1 December the occupants of the stockade were hard at work by 5 a. m. drilling and improving the barrier, and a German blacksmith was fashioning pike-heads. But neither food nor ammunition was available within the stockade, so that by the evening of the 2nd after a very hot day, not more than 200 remained within.
Spies informed the Commissioner of the situation and about 4.30 a. m. on Sunday morning (3 December) a troop of 276 men was marched silently to the stockade. Inside the stockade only 50 diggers had rifles; there was also a troop of Californian diggers armed with revolvers and another of Irishmen with pikes. Many of them were asleep when the signal gun was fired and a storming party of 64 'rushed' the stockade. In the first volleys several men fell on both sides, but the line of advancing bayonets, flanked on both sides by cavalry and mounted police, was too much for the diggers. They turned to seek shelter and all was over. Of the military force Captain Wise and four private soldiers were killed, and about a dozen injured. Sixteen miners were killed, and at least eight others died of their wounds, 114 prisoners were taken, and Lalor, badly wounded, managed to escape; so did Black and Vern. The Government then offered £500 for the apprehension of Vern, and £200 each for Black and Lalor.

## Legado

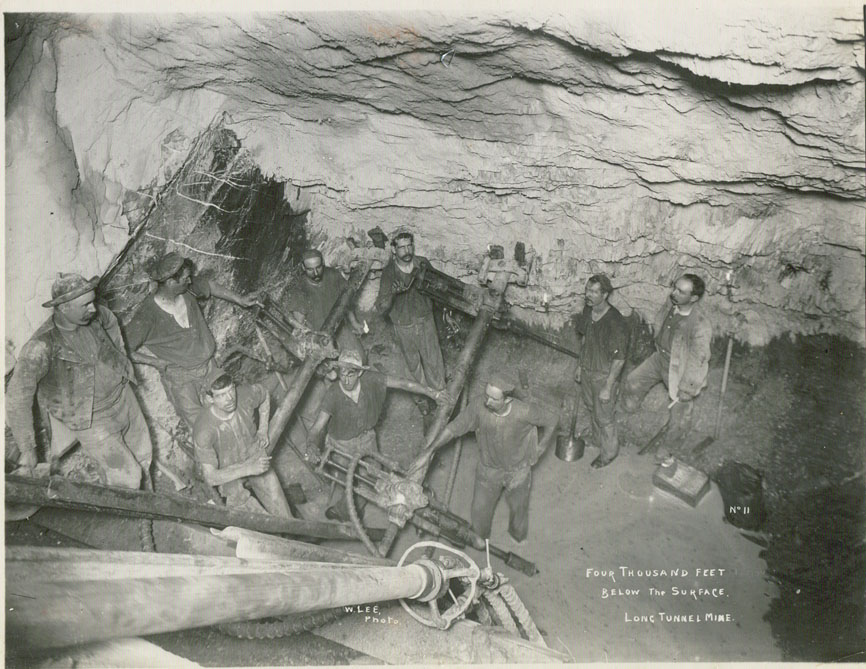
Extracción minera subterránea en Walhalla, Victoria en 1910

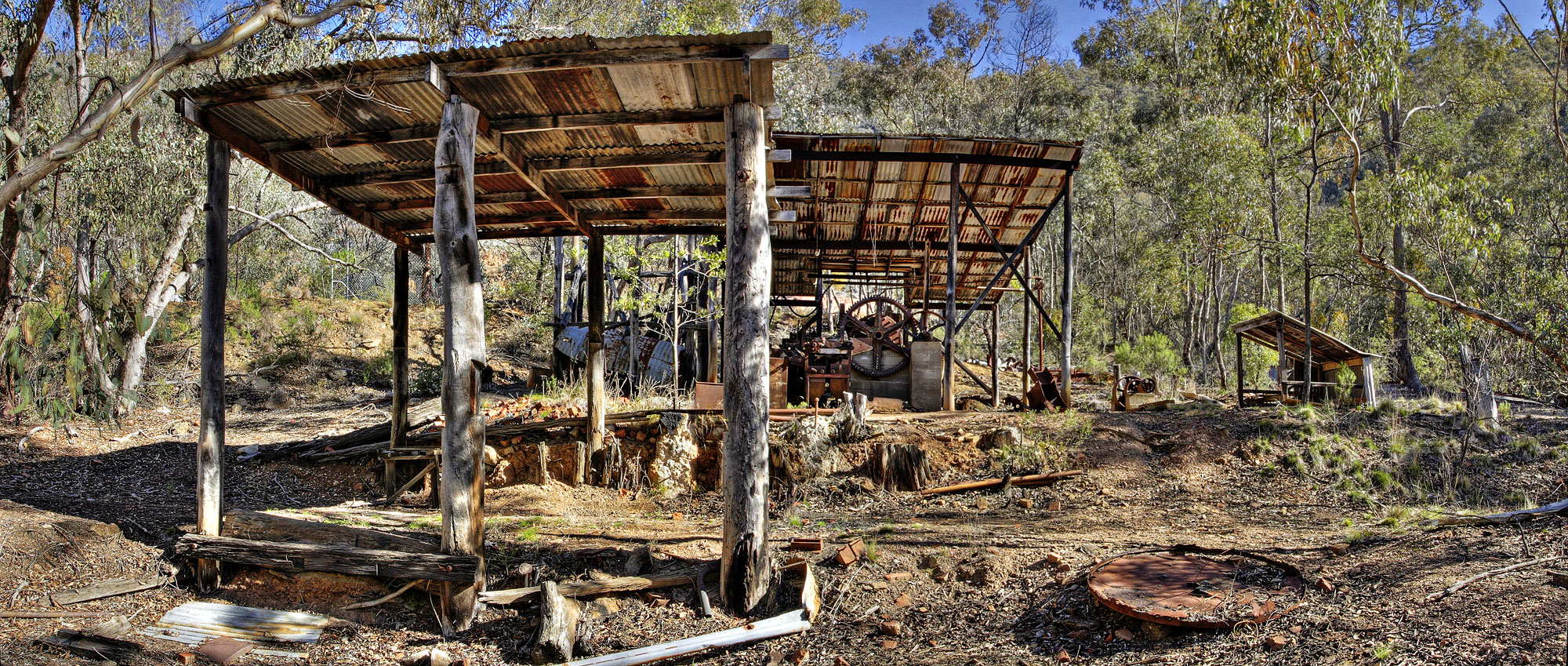
Como sucede con muchos pueblos que se dedican a la extracción de oro, una vez se agotan los depósitos del mineral, el pueblo de Cassilis dejó de existir. Esta foto muestra parte de lo que quedó de la Mina King Cassilis.

La población de Australia cambió dramáticamente debido a la fiebre del oro. En 1851 Australia tenía una población de 437 655, de los cuales 77 345, menos del 18 %, eran victorianos. Una década después, la población del país había crecido a 1 151 947 y la población de Victoria era de 538 628; un poco menos del 47 % de la población total, representando un incremento de siete veces la población diez años antes. En algunos pueblos pequeños en donde se encontraron cantidades abundantes de oro la población llegó a crecer hasta en un 1000 % en una década (por ejemplo, Rutherglen tenía una población de unos 2000 habitantes; diez años después, tenía aproximadamente 60 000, lo que representa un incremento del 3000 %). El rápido crecimiento fue casi en su totalidad un resultado de las fiebres del oro.
La fiebre del oro está plasmada en la arquitectura victoriana de las ciudades que explotaron con la fiebre como Melbourne, Castlemaine, Ballarat, Bendigo y Ararat. Ballarat tiene Sovereign Hill - un pueblo recreacional de la época de la fiebre del oro de 60 acres - al igual que el Museo del Oro, mientras que Bendingo cuenta con una gran mina de oro funcional que también sirve como atracción turística.
Las fiebres también dejaron el le legado de los pintorescos pueblos victorianos de la región de Goldfields (Yacimientos de Oro) como Maldon, Beechworth, Clunes, Heathcote, Maryborough, Daylesford, Stawell, Beaufort, Creswick, St Arnaud, Dunolly, Inglewood, Wedderburn y Buninyong. A excepción de Ballarat y Bendigo, muchos de estos pueblos eran significativamente más grandes de lo que son hoy en día. La mayoría de las poblaciones se trasladaban a otros distritos cuando el oro se acababa.
Por otro lado, hay pueblos fantasmas como Walhalla, Mafeking y Steiglitz que aún existen hoy en día.
La última fiebre del oro importante en Victoria se dio en Berringa, al sur de Ballarat, en la primera década del siglo XX. La extracción de oro se había terminado en Victoria, no porque ya no hubiese más oro, sino en parte debido a la profundidad a la que se encontraban los depósitos y el costo asociado con su extracción. La Primera Guerra Mundial también hizo que Australia pierda parte de la mano de obra necesaria para trabajar en las minas. Más significativamente, la prohibición sobre las exportaciones de oro desde Australia en 1915 y la eliminación del patrón oro a lo largo del Imperio hicieron que muchos pueblos extractores de Victoria mueran. Luego de este tropiezo la industria nunca se recuperó. No obstante, para 2005, el reciente aumento en los precios del oro ha hecho que exista un resurgimiento en las actividades comerciales mineras, llevando operaciones a los yacimientos más importantes en Bendingo y Ballarat. Las exploraciones también han continuado otros lugares, entre ellas Glen Wills, un área montaña aislada cerca de Mitta Mitta en el noreste del estado.

## Más información
- Annear, Robyn (1999), Nothing but Gold: The Diggers of 1852, Melbourne: Text Pub, ISBN 1-876485-07-8.
- James, G. F. & Lee, C. G. (1975), Walhalla Heyday, Ringwood: Graham Publications, ISBN 0-9596311-3-5.
- Aldersea, John & Hood, Barbara (2003), Walhalla, Valley of Gold: A Story of Its People, Places and Its Gold Mines, Trafalgar: Walhalla Publishing, ISBN 0-9750887-0-X.
- Flett, James (1970), The history of gold discovery in Victoria, Melbourne: Hawthorn Press, ISBN 0-7256-0009-8.
- McWaters, Vivine (2002), Beechworth's little canton, Beechworth: Vivienne McWaters, ISBN 0-9580459-0-9.
- Serle, Geoffrey (1977) [1963], The Golden Age: A history of the colony of Victoria, 1851-1861, Carlton: Melbourne University Press, ISBN 0-522-84143-0.
- Woods, Carole (1985), Beechworth: A titan's field, North Melbourne: Hargreen, ISBN 0-949905-25-9.
- Talbot, Diann & Swift, Andrew (2004), The Buckland Valley Goldfield, Bright: Diann Talbot, ISBN 0-9757170-0-6.
- Jan Critchett, (1990), A distant field of murder: Western district frontiers, 1834-1848, Melbourne University Press  (Carlton, Vic. and Portland, Or.) ISBN 052284389
- Ian D Clark (1990) Aboriginal languages and clans: An historical atlas of western and central Victoria, 1800-1900, Dept. of Geography & Environmental Science, Monash University  (Melbourne),  ISBN 0-909685-41-X
- Ian D Clark (1995), Scars in the landscape: A register of massacre sites in western Victoria, 1803-1859, Australian Institute of Aboriginal and Torres Strait Islander Studies (Canberra), ISBN 0-85575-281-5
- Ian D Clark (2003) ‘That’s my country belonging to me’ - Aboriginal land tenure and dispossession in nineteenth century Western Victoria, Ballarat Heritage Services, Ballarat.